# سیارک ۲۷۰۱
سیارک ۲۷۰۱ (به انگلیسی: 2701 Cherson، نامگذاری:1978RT) دو هزار و هفتصد و یکمین سیارک کشف شده‌است که در ۱ سپتامبر ۱۹۷۸ کشف شد.
قدر مطلق سیارک برابر ۱۲٫۵۰ است.